# جيف فرنسيس (لاعب كرة قدم أمريكية)
جيف فرنسيس (بالإنجليزية: Jeff Francis)‏ هو لاعب كرة قدم أمريكية أمريكي، ولد في 7 يوليو 1966 في بارك ريدج في الولايات المتحدة.

## وصلات خارجية
- جيف فرنسيس على موقع مرجع كرة القدم المحترفة.كوم (الإنجليزية)